# 瓦赞蒂
瓦赞蒂是巴西米纳斯吉拉斯州的一个市镇。总面积1903.072平方公里，总人口19300人，人口密度10.1人/平方公里。